# 比較広告

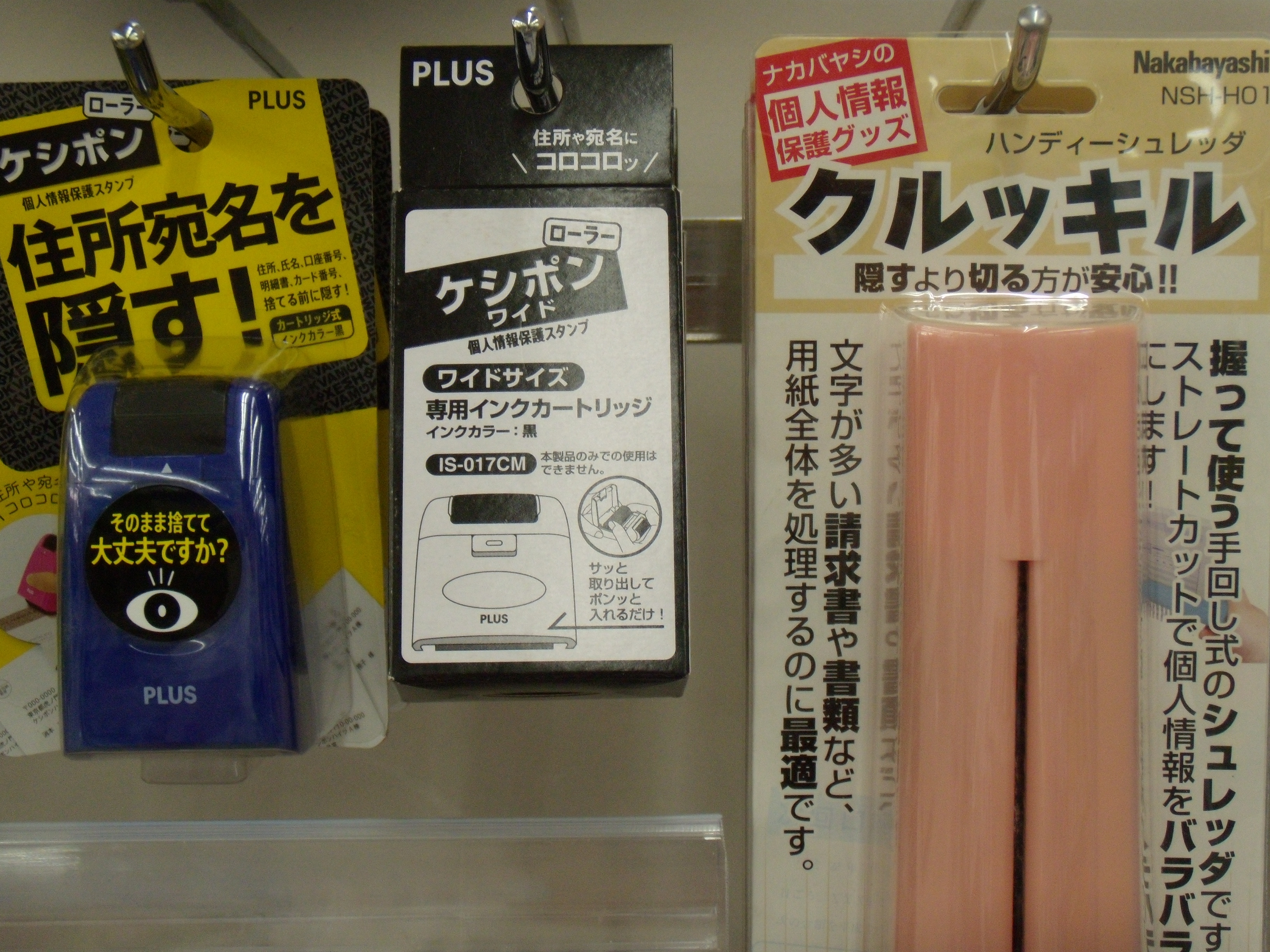
日本の文房具における比較広告的な内容を記したパッケージ。個人情報保護用スタンプ(PLUS｢ケシポン｣など)に対しナカバヤシはシュレッダー｢クルッキル｣で｢隠すより切る方が安心!!｣と優位性を喧伝している。

比較広告（ひかくこうこく）は、自社や競合する他社の商品と比較して優位性をアピールする広告の手法で、価格や性能などの数値を引き合いに出して商品をアピールするもの。コンパリゾン・アドとも言う。
欧米型の代表的なものとして、相手の商品と比較する広告が多い。日本では新商品と自社の旧商品を比較する広告（当社前身商品の型番比、当社比などと表現される）が多く用いられる。
欧米や欧米型として記述しているが、欧州では比較広告は法的規制や公的な議論となることが多く、アメリカ合衆国のような自由は少ない。ドイツなどは大変厳しい、イギリスでも大きな議論となる。そのため欧米や欧米型という記述で、米国と欧州をあわせて全体を同質では見ることはできない。

## 比較広告のパターン
- 直接的にデータや顧客の反応を利用して比較するモノ。
- ダブルミーニングやダジャレなどを利用したもの。
- 対象を想起させる何かを利用したモノ。
- 他社製品にはみられない特徴を前面に打ち出し、アピールするもの。
- 状況から比較広告的な側面が読みとれるもの。

## アメリカ合衆国の比較広告
1970年代までは競合他社の製品を暗に批判しているテレビCMは既に存在していたが、堂々と企業名を名指しするような事例は無かった。しかし、1981年に当時子役だったサラ・ミシェル・ゲラーが出演したバーガーキングのCMにおいて、同業他社のマクドナルドを批判する広告を制作・放映したことを契機に比較広告が増加することになった。
ペプシチャレンジの一環で行われた、アメリカ合衆国の広告キャンペーンは、広告の歴史に残るものとなった。1975年からペプシコーラはアメリカ各地でブラインド・テストによる公開試飲調査を行い、ここでコカ・コーラよりも美味しいと回答した人が半数を超えたことを宣伝した。これは大きな話題を呼び、シェアを拡大することに成功した。ペプシコは結果の知れないチャレンジに挑んだのではなく、事前調査により得られた「一口目はコカ・コーラよりも甘いペプシを選ぶ傾向がある」ことを利用したものとされるが、具体的な調査について、ペプシコは明らかにしていない（後に、このブラインド・テストは、日本でも再現されることになる）。
公的なデータが示されたモノとしては、三菱・ギャランの衝突回避性能アピールがある。これは｢併走するギャランとトヨタ・カムリの目の前に様々な障害物を投下し、衝突回避性能を試す｣というもの。CMの流れとしては｢前を走るトラックから投下される障害物を避けるにつれ両者の挙動は対照的（ギャランは終始安定しているが、カムリはだんだん不安定になっていく）になり、最後にクルマが投下されるとギャランは避けきって走り続けるがカムリは避けきれず止まってしまった。そしてその後『新型ギャラン、衝突回避性能でカムリを破る』と言うテロップが出る｣というものである。
また、ライバルの名は出さないがあからさまにわかってしまう、というケースもある。1990年に放送されたヒュンダイのCMでは2台の白いクルマが映し出されており、一方には｢ヒュンダイ・ソナタ｣と、もう一方には｢対抗車種｣と出ている。しかしながら、その｢対抗車種｣にはボカシなどがいっさい入っておらず、すぐに比較対象はトヨタ・カムリだとわかってしまう。内容としては各メディアのソナタに対する賞賛の声が次々と紹介（ここでも対抗車種の名前は出てこない）され、それにつれて｢対抗車種｣が緑になっていく（日本語で言うところの｢青ざめた｣状態）というものである。またこの型のソナタのCMには、｢ホンダ・アコードはいいクルマだ…｣と始めておきながら、次第にアコードが無数のソナタに取り囲まれてしまう（でもみんなアコードよりソナタを選んでいるぞ、と言う意味と思われる）…と言った内容のモノもある。
また、アメリカ合衆国大統領選挙で多く用いられ、相手陣営の急所を突くネガティブ・キャンペーン、批判広告と、それに対応する自陣営の対案の宣伝が、テレビCMで頻繁に放送される。

## 日本の比較広告
1966年のトヨタ・カローラの広告で「プラス100CCの余裕」というキャッチコピーが使われ、日産・サニーに対する優位性を主張し、一方で日産も1970年の「サニー1200」の広告で「隣のクルマが小さく見えます」というキャッチコピーを使い、カローラに対する優位性を主張した ように、他社との比較は昔から行われてはいた。しかし、日本に於いては、誹謗のおそれがあることや景品表示法の不当表示に抵触する恐れがあるため、具体的な相手名を名指しするような行為は忌避されていた。自動車メーカーではこれ以降は名指しを避けながら優位性を強調するようになり、1979年に発売したトヨタ・セリカ（A40/50型）では、日産・スカイラインC210型の性能を揶揄したことは明白であるが名指しはしない「名ばかりのGT達は、道を開ける。」というキャッチコピーが採用された。日産はC210型の性能向上に合わせ「今、スカイラインを追うものは誰か」というキャッチコピーで対抗した。
1980年代に入り、外資系企業から自由な広告営業への圧力が強まると、1987年に公正取引委員会から俗に言う「比較広告ガイドライン」が発表された。このガイドラインで、景品表示法において比較広告は禁じられていないことが確認され、内容が客観的に実証されていることと、その事実を正確かつ適正に示すことが求められるようになり、これを受けて一部の業種で比較広告が行われるようになった。
ペプシコ・ジャパン（現・サントリー食品インターナショナル）が、「ペプシチャレンジ」と称した比較広告を展開した後、コカ・コーラとの比較広告でラップ歌手のM.C.ハマーなどを起用して、極めて欧米型の比較広告を展開した。さらにクレームが寄せられた後も、コカ･コーラのロゴに大袈裟なモザイクをかけて放送し続けるなど、視聴者に更なるインパクトを残すことに成功している。なお、同社は、CM放送終了後に視聴者アンケートを実施し、感想の回答者全員に無修正版のCMとアメリカ本国で放送している別の比較CM2本を収録したVHSビデオテープをプレゼントするという企画を実施した。
相手への攻撃と取られないように、客観的なデータの提示を行うものも多い。代表的な例が、後発電話会社（いわゆる新電電）の広告で、ある地域にかける固定電話料金について、NTTグループの料金と比較した優位性をアピールするものである。
日本では前記のペプシコ・ジャパンやApple Japan、バーガーキング などのように主に外資系企業で比較広告を行っていることが多いが、日本企業でも比較広告を展開したことがある。
1990年、セガ・エンタープライゼス（家庭用ビデオゲーム事業部。現・セガ）が携帯型ゲーム機のゲームギアを発売した際、前年の1989年に発売して大ヒットしていた、任天堂のゲームボーイに対抗し、イッセー尾形を起用したテレビCMで、「ヨウヘイ君は白黒なの？つまんないね」「やっぱゲームはカラーじゃないとつまんないね」と語らせるなど、対抗機種であるゲームボーイを強く意識した比較広告を展開していた。同社は後に、セガサターンとPlayStationの第5世代据え置き型ゲーム機のトップシェア争いが激しかった頃の1996年に制作され、セガサターン側にセガール、PlayStation側にアンソニーというチンパンジーを起用したテレビCMもあり、ゲーム内容に飽きて投げ出すアンソニーを尻目にゲームに熱中するセガールで締めるという結末だった。
1993年、日本電気（NEC）がパーソナルコンピュータ・PC-9800シリーズの新機種「PC-9801BX」を発売した際、テレビCMで日本IBMの「PS/V 2405W」を名指しで登場させ、PC-9801のほうが一太郎 Ver4.3の画面スクロール速度が速いことを直接的に示した比較広告を展開した。
2000年代に入り、東海道新幹線の品川駅開業（2003年）と高速化による利便性向上に対抗するために日本航空（JAL）が「のぞみへ。先に、行ってるね（ハートマーク）」「空は、速い。空は、安い。JALで飛ぼう」と飛行機での優位性をアピールしたキャッチコピーを展開し、後に東海道新幹線を運行している東海旅客鉄道（JR東海）が「東海道新幹線のCO2排気量は航空機の約10分の1。」「地球温暖化防止のために、できること。新幹線でECO出張」と新幹線が環境に優しい移動手段であることをアピールして反撃したことがある。
エコカーの広告に関しては、後述のSKYACTIV（マツダ）やダイハツ・ミライースなど、いわゆる「第3のエコカー」が、純粋な内燃機関車であることのメリットを打ち出したり、ハイブリッドに関しても、ホンダの「ハイブリッドは、エコで終わるな(CR-Z)」「もっと選ばれる理由が必要だ。（フィットシャトル）」｢環境のことだけで、ハイブリッドを選んでいませんか(シビック)｣｢(エコカーといえど)操る楽しさや心地よさまで放棄したクルマを、Hondaはつくりたくなかった。(インサイト)｣、日産・エクストレイル「X-TRAILがヤワなハイブリッドの時代を終わらせる。」、フォルクスワーゲン・ゴルフGTEの「燃費だけのハイブリッドは、もう古い。」「退屈なハイブリッドに、終わりを告げる。」など、攻撃的ともとれるキャッチコピーを採用することが間々ある。
政治においては、2009年の第45回衆議院議員総選挙で、自由民主党による「保守色」を前面に押し出したウェブサイト、アニメCM他での民主党への比較広告作戦が展開されたが、選挙戦では敗北した。
スーパーマーケットの西友では、ウォルマート系列に所属していた時期のTVCMにおいて、EDLPという均一低価格をアピールする中で、時にダブルミーニングや比較広告的な構成をとっていたものが存在した。
- バッタリ篇 - 2009年放映。登場人物の姓が「やまださん」「こじまさん」「ビックさん」「たかたさん」と、ヤマダ電機・コジマ・ビックカメラ・ジャパネットたかたといった家電販売大手を連想させるかのような設定になっている[20]。
- 新生活のうた篇 - 2010年放映。CM曲が表向きは「西友にとりあえず行けや」と歌っているのだが、その区切り方から「まずは西友、その次にニトリ、そしてIKEA」と言う内容に聞こえる[21]。
- パチイチ中学生篇 - 2014年放映。当時西友が実施していた「81円（税抜）キャンペーン」のCMの一つ。「160円のノーブランド品自販機ドリンクを買おうとした男子学生3人組が、気がついたら西友の店内におり、彼らの手にはコカ・コーラ等の有名メーカー品が握られていたと同時に税抜81円で買えることが示される」というもの。このCMは登場人物が男子学生であることや「こづかい節約」と言うフレーズが登場することなど、一般的にスーパーマーケットの広告媒体がターゲットとしないことが多い修学者層にアピールするものである。

### ナンバーワン（No.1）広告
特定の他社と直接比較するのではなく、何らかの調査結果を根拠に「○○ナンバーワン（No.1）」という広告手法が2000年代後半ごろから使われるようになった。ただ、恣意的な調査、ある一時期の瞬間的なランキングなどに基づくものも多く、景品表示法の行政処分が出たケースもある。この問題については2022年5月17日放送のNHK『クローズアップ現代』で取り上げられた。景品表示法の行政処分はリサーチ会社には課せられないことから、恣意的な調査の横行について危機感を持った、マーケティングリサーチ業界団体の日本マーケティング・リサーチ協会が2022年1月18日に抗議状を公開した。

## 凡例
サムスン電子・Galaxy S5（Apple・iPhone 5sに対抗）
ALSに対する支援のパフォーマンスとしてアイス・バケツ・チャレンジが世界中に広がりを見せていた中、サムスン電子のイギリス法人は、自社の防水スマートフォンGalaxy S5に氷水を浴びせ、iPhone 5sなど他社製の防水でない端末を次のチャレンジ者として指名したが、チャリティ活動を単に自社の広告のために利用したと批判されている。
マツダ・SKYACTIV TECHNOLOGY
いずれもハイブリッドカーや電気自動車、他社クリーンディーゼル車を標的にした内容。SKYACTIV-Dでは「ディーゼルの本気を、日本は知らない。」というキャッチコピーを使用。 CX-5ディーゼル(FF車)は、HVを含めた全SUVの中で一番低燃費だとしている。また、尿素SCRシステムのような後処理システムが不要（＝安価で楽）という点も言われている。更に日本は、ガソリン車への依存度が高く、原油を輸入しておきながら軽油を輸出していると言う現状に触れ、「ディーゼル車の普及により（中略）貴重な輸入資源を無駄なく使う」とも主張している。またSKYACTIV-Gに関しても「HVは重い、高価、メンテが困難、だから世界展開は難しい」という指摘をパンフレットで展開していた。
サントリーのザ・モルツ（アサヒビール・スーパードライに対抗）
CMに EXILE TRIBEを起用。HIROが「これ飲みやすいんだよね」と話しかけると、松本利夫が「ドライに生きてて楽しい？」と返す。その後、「ドライに生きて、楽しいか」の文字が大きく現れる。

### 批判を招いた事例
行き過ぎた表現や演出が原因で批判や炎上を招いた比較広告もある。
- トヨタ自動車・本田技研工業（ホンダ） - 3代目トヨタ・プリウス 対 2代目ホンダ・インサイトが販売・広告両面において比較がエスカレートし、2009年に放映されたZE2インサイトのTVCMは、デビュー当時現行型だったNHW20プリウスの価格が230〜330万円程度だった[29]中でベースグレードが200万円を切るという「低価格」を売りにしたものであった[30]。しかし、その直後に販売したNHW30プリウスにおけるカタログで、他社ハイブリッド車（当時“他社の市販車”はHonda IMA（インサイトとシビックHV）しか無かったので、すぐに分かる）に対する優位性を強調したものがあった。しかしあまりにも露骨かつ蔑ました内容（自車の優位性を自転車に例えてトヨタはアスリート2人、“他社”の方は普通のお父さんと子どもが漕いでいるというもの）のため、ホンダ側の申し入れにより刷り直し分からは、特に通知もなく削除された[31]。そして、2009年冬頃になると、今度はホンダがプリウスの価格やエコカー補助金締め切りにも間に合わない納車時期の遅さに当てつけるかのように「お手頃なハイブリッドは?」「インサイトです!」「新年はハイブリッドで…」「それも、インサイトです!」というCMで反撃した。なお当時はまだHVの選択肢が少なかったためこのようなことが起こったが、そもそもフィットをベースとしたZE2(1.3L)/ZE3(1.5L)はカローラやアベンシスなどと基本構造を共有するZVW30(1.8L)より明確に格下のクラスに属する車両であり、直接比較するのは不適当である。
- 日産・リーフ（電気自動車） - 2015年10月から放送されたCMにおいて、リーフと日産自動車が過去に発売されていたスポーツカーである名前を伏せた（“SPORTS CAR”表記）180SXとドラッグレースを行う自社車両同士の比較広告を展開し、チューニングカーを連想させるような見た目の車を対戦相手とすることで「電気自動車は遅い」というイメージを覆す広告戦略で、リーフの勝利で締める内容である。熱狂的な自動車ファンから「過去のスポーツカーをコケにする」ような誤解性のある内容が指摘され、日産に留まらず、広告媒体の審査機関である日本広告審査機構（JARO）をも巻き込む程に炎上したため、期間中の途中打ち切りを余儀なくされた。
- ヒルトン - 2023年10月にインターネット上で配信されたCMにおいて、日本の旅館と思われる場所で女将役の女性が宿泊客に対し、入浴や食事の時間を細かく指定する一方、ヒルトン（コンラッド・ホテル）は食事の時間を変更するなど、時間の融通が利くサービスを提供するとアピールした。しかし、SNS上で「旅館は融通利かなくて、ホテルは顧客に寄り添うみたいな演出が悪質すぎる」などの批判が上がったほか、識者からも「旅館もホテルも日本の観光業の屋台骨を支えていくパートナーなのに、大変遺憾に思う」との指摘を受けたため、ヒルトンは該当動画を削除すると同時に「ご不快な思いをさせてしまった」と謝罪した[32][33][34]。